# Позу-Алегри
Позу-Алегри (порт. Pouso Alegre) — муниципалитет в Бразилии, входит в штат Минас-Жерайс. Составная часть мезорегиона Юг и юго-запад штата Минас-Жерайс. Входит в экономико-статистический микрорегион Позу-Алегри. Население составляет 120 467 человек на 2007 год. Занимает площадь 543,883 км². Плотность населения — 221,4 чел./км².

## История
Город основан 19 октября 1848 года.

## Статистика
- Валовой внутренний продукт на 2005 год составляет 1 439 038 000,00 реалов (данные: Бразильский институт географии и статистики).
- Валовой внутренний продукт на душу населения на 2005 год составляет 11 945,50 реалов (данные: Бразильский институт географии и статистики).
- Индекс развития человеческого потенциала на 2000 год составляет 0,826 (данные: Программа развития ООН).

## География
Климат местности: горный тропический.